# Heidi Pedersen
Heidi Pedersen (* 19. November 1979) ist eine ehemalige norwegische Fußballspielerin.

## Karriere

### Verein
Pedersen spielte im Seniorinnenbereich ausschließlich für den Trondheims-Ørn SK. Von 1998 bis 2007 kam sie in 137 Punktspielen in der Toppserien, der höchsten Spielklasse im norwegischen Frauenfußball, zum Einsatz, in denen sie 61 Tore erzielte. Ihr Debüt erfolgte am 25. April 1998 beim 3:3-Unentschieden im Auswärtsspiel gegen den FK Athene Moss und ihr erstes Tor erzielte sie am 11. August 1998 beim 3:2-Sieg im Heimspiel gegen den Kolbotn IL mit dem Treffer zum 2:1 in der 21. Minute. Ihr letztes Punktspiel bestritt sie am 3. November 2007 bei der 1:2-Niederlage im Auswärtsspiel gegen Asker Fotball mit Einwechslung für Lene Bredesen ab der 69. Minute. Mit der Mannschaft gewann sie dreimal den Meister- und viermal den Pokaltitel. Auf internationaler Vereinsebene bestritt sie jeweils die Hin- und Rückspiele im Viertelfinale im März und Oktober 2002 sowie im Halbfinale 2005 im Wettbewerb um den UEFA Women’s Cup (Vorläufer der Champions-League) und erzielte zwei Tore.

### Nationalmannschaft
Ihr Debüt als Nationalspielerin für den NFF gab sie am 8. Mai 1995 in Sandnes im torlosen Freundschaftsspiel gegen die U16-Nationalmannschaft Dänemarks; ihr erstes von 14 Länderspieltoren in 17 Länderspielen (9 S, 3 U, 5 N) in dieser Altersklasse erzielte sie am 24. Juli 1995 in Sunndalsøra beim 1:1-Unentschieden im Freundschaftsspiel gegen die U16-Nationalmannschaft Finnlands. Für die U18-Nationalmannschaft bestritt sie am 14. März, 7. und 13. Mai drei Länderspiele, die gegen die U18-Nationalmannschaft Schwedens und zweimal gegen die U18-Nationalmannschaft Deutschlands mit 2:4, 1:2 und 2:3 allesamt verloren wurden. Anschließend bestritt sie vom 4. August bis zum 25. September 1997 sechs Länderspiele für die U20-Nationalmannschaft und vom 7. August 1998 bis zum 27. Juli 2003 mit 28 Länderspielen für die U21-Nationalmannschaft die meisten, in denen sie elf Tore erzielte.
In der A-Nationalmannschaft wurde sie in 15 Länderspielen berücksichtigt. Ihr Debüt erfolgte bei der Teilnahme ihrer Mannschaft am Turnier um den Algarve-Cup 2001 mit dem ersten Spiel der Gruppe B beim 5:1-Sieg über die Nationalmannschaft Finnlands am 11. März in Albufeira. In ihrem zweiten Länderspiel erlebte sie zwei Tage später in Olhão die 0:2-Niederlage gegen die Nationalmannschaft Chinas. Ihr drittes Länderspiel war das mit 1:0 gewonnene Spiel um Platz 3 gegen die Nationalmannschaft Frankreichs in Quarteira im Turnier 2003. Vor und nach ihren vier Spielen im Turnier 2004, in dem sie mit ihrer Mannschaft der US-amerikanischen Nationalmannschaft am 20. März im Estádio Algarve im Finale mit 1:4 unterlegen war, bestritt sie jeweils zwei Spiele der EM-Qualifikationsgruppe 2 (2. und 5. sowie 6. und 7. Spiel). Ihre letzten vier A-Länderspiele wurden in Freundschaft ausgetragen; am 21. und 24. Juli 2004 gab es in Hoffenheim und in Uddevalla ein 1:0- und 4:0-Sieg über die Nationalmannschaften Deutschlands und Schwedens. Mit zwei Niederlagen (0:2, 0:1) im zweimaligen Kräftemessen mit der Nationalmannschaft Frankreichs am 19. und 22. Februar 2005 in La Manga del Mar Menor endete ihre Länderspielkarriere. Ihre ersten beiden von fünf A-Länderspieltoren gelangen ihr am 7. März 2004 beim 6:1-Sieg über die Nationalmannschaft Belgiens im vierten Spiel der EM-Qualifikationsgruppe 2 in Brüssel mit den Treffern zum 1:0 und 4:1 in der achten und 72. Minute.

## Erfolge
Nationalmannschaft
- Algarve-Cup-Finalist 2004, -Dritter 2003

Trondheims-Ørn SK
- Norwegischer Meister 2000, 2001, 2003
- Norwegischer Pokal-Sieger 1998, 1999, 2001, 2002